# Electra (waterschap)
Electra was een waterschap dat in 1913 werd opgericht om de afwatering van het gebied van de toenmalige waterschappen Hunsingo, Reitdiep en Westerkwartier te verbeteren.
In 1920 stichtte Electra het boezemgemaal De Waterwolf bij Lammerburen. Het waterschap had slechts drie ingelanden: de drie genoemde waterschappen, wat het in de waterschapsgeschiedenis uniek maakte. Het voorzitterschap en het secretariaat werden om en om door de drie waterschappen gevoerd. Het noorden van Drenthe waterde ook af via het gemaal, maar nam geen deel aan het bestuur. Het gemaal werd geopend door koningin Wilhelmina, die met het schip de MS Swastika naar Electra kwam gevaren. De eerste bestuurder van het waterschap was landbouwer en Eerste Kamerlid Rembertus Pieter Dojes, wiens beeltenis in 1939 in het gemaal werd geplaatst.
De naam van het waterschap is ontleend aan het feit dat het gemaal het eerste elektrisch aangedreven exemplaar in Nederland was.
Behalve De Waterwolf beheerde het waterschap twee wegen, twee daarin gelegen bruggen, een schutsluis (de Sluis Lammerburen) en twee polders, de Noorder en de Zuider Reitdiepspolder.
In 1995 zijn de genoemde waterschappen opgegaan in het nieuwe waterschap Noorderzijlvest. Het waterschap Reitdiep was overigens al eerder gesplitst en ondergebracht bij Hunsingo en Westerkwartier. 
De beide wegen zijn overgegaan naar de gemeenten Ulrum (vanaf 2019 Het Hogeland) en Oldehove (vanaf 2019 Westerkwartier).

## Electrastreefpeil
Het peil (-0,93 mNAP) van het waterschap Noorderzijlvest, de huidige beheerder van het gemaal, wordt nog steeds Electrastreefpeil of Electrapeil genoemd.